# ارفع‌ده

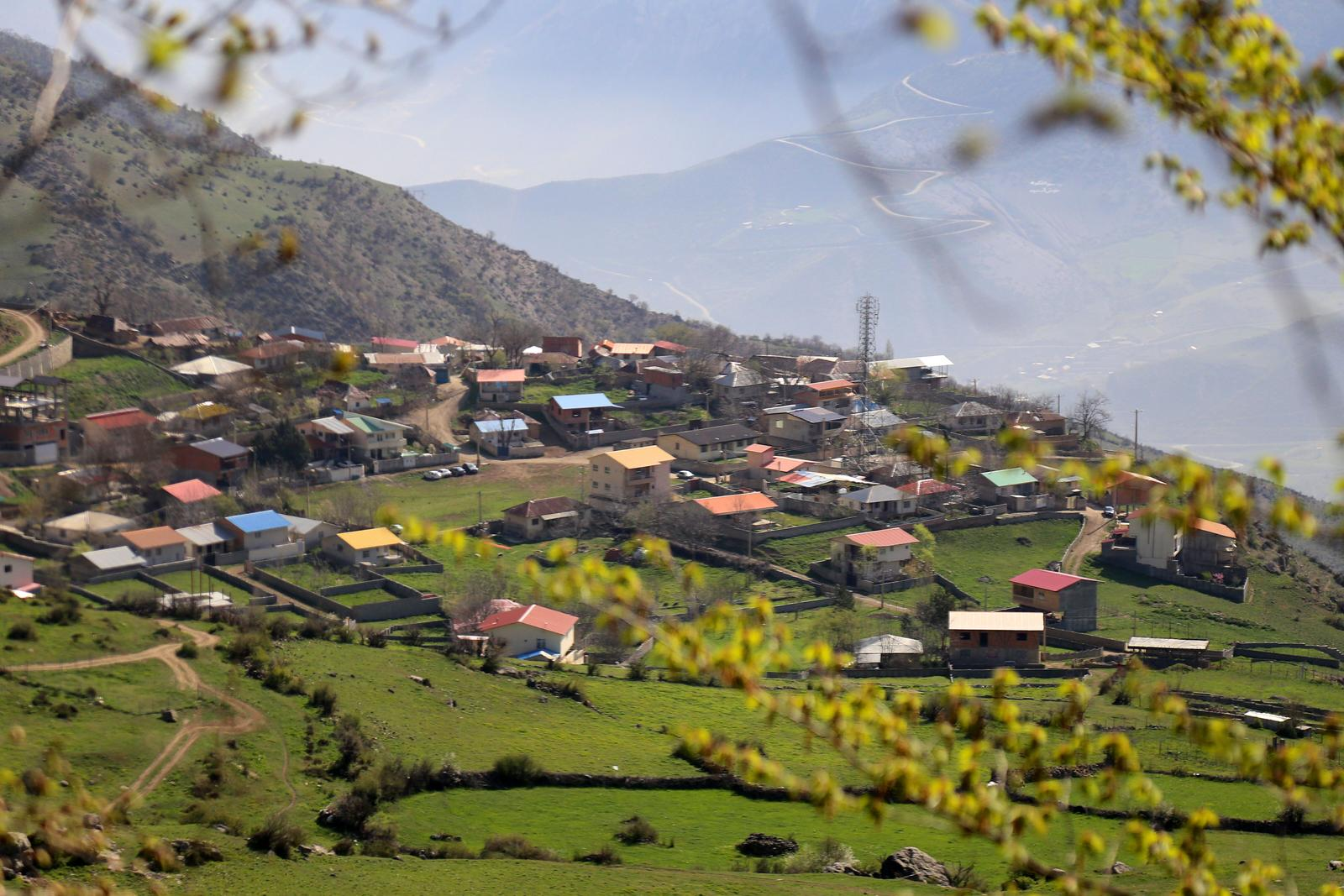
ارفع ده، مازندران

ارفعده، روستایی است از توابع بخش مرکزی شهرستان سوادکوه در استان مازندران ایران.این روستا در ارتفاع ۱۵۶۰ متری از سطح دریا واقع شده.فاصله روستا تا تهران ۱۵۰ کیلومتر و تا پل سفید مرکز شهرستان ۱۳ کیلومتر میباشد.زبان مردم روستا مازندرانی است.عمده فعالیت مردم در روستا کشاورزی شامل گندم و جو دیم و باغداری شامل گردو و همچنین دامداری میباشد.
در این روستا آتشکده ایی کشف شده است.در مرکز این بنا یک آتشدان با تزئینات گچی ثبت گردید که کاربرد مذهبی این بنا را اثبات می‌رساند.با توجه به شواهد معماری و سفالین، این آتشکده تا قرن سوم هجری قمری مورد استفاده قرار گرفته است.این بنا در فاصله ۵کیلومتری غار اسپهبد خورشید قرار گرفته است و بخشی از مجموعه بناهای مربوط به اسپهبد طبرستان در این بخش از سوادکوه می باشد. این بنا نشان میدهد که‌ حدود هزار و صد سال قبل در ارفعده سکونت وجود داشته و مکان مذهبی برای ساسانیان بوده است.این مسئله میتونه شناخت هویت و گذشته اصیل روستای ارفعده را نشان دهد.
امّا ساکنین الان در این روستا قبادی هستند.
این طایفه از کُرد های تعبیدی هستند. آنها از طایفه ثلاث باباجانی که مردمان جنگجو هستند، چند صد سال پیش برای سرکوب ترکمن ها به مازندران آمدند و بعد از سرکوب ترکمن ها به سه دسته تبدیل شدند که یک دسته آنها در قادی کلا قائمشهر و یک دسته دیگر در زیراب سوادکوه و دسته بعدی هم در پل سفید، روستای ارفعده سکونت گرفتند.
به دلیل زندگی در روستای ارفعده زیر کوه زیبا ارفعکوه به فامیلی خود در همان دوره اول که آمدند پسوند ارفعی دادند
و این مردم درسته از کُرد های تعبیدی هستند امّا الان بعد از گذشت چند صد سال مردم سوادکوه به حساب می آیند و فرزندان این قوم پسوند ارفعی در شناسنامه خود به دوش میکشند.

## جمعیت
این روستا در دهستان راستوپی قرار دارد و براساس سرشماری مرکز آمار ایران در سال ۱۳۸۵، جمعیت آن ۳۷۹ نفر (۹۹خانوار) بوده‌ است.

## گالری تصاویر

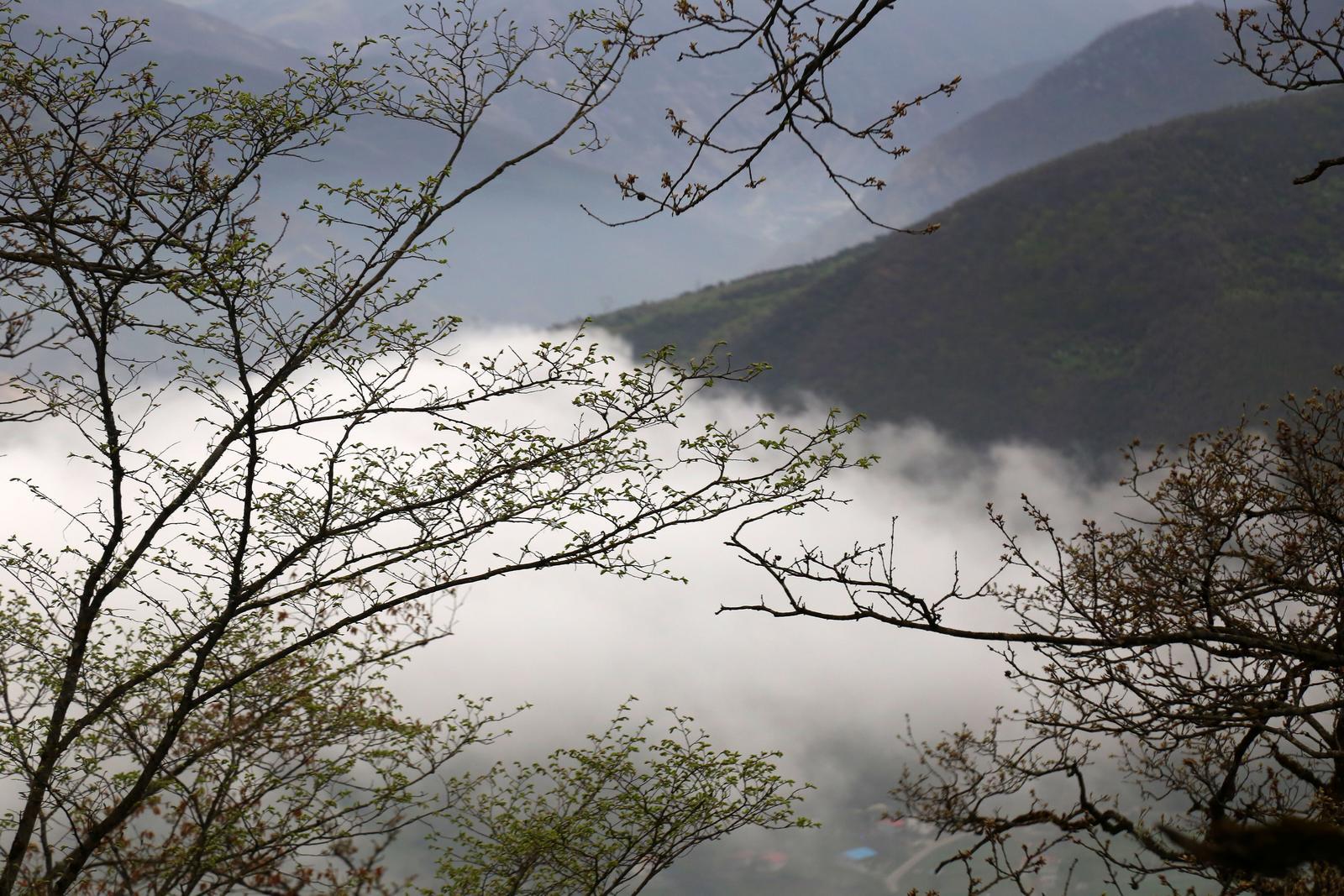
ارفع ده
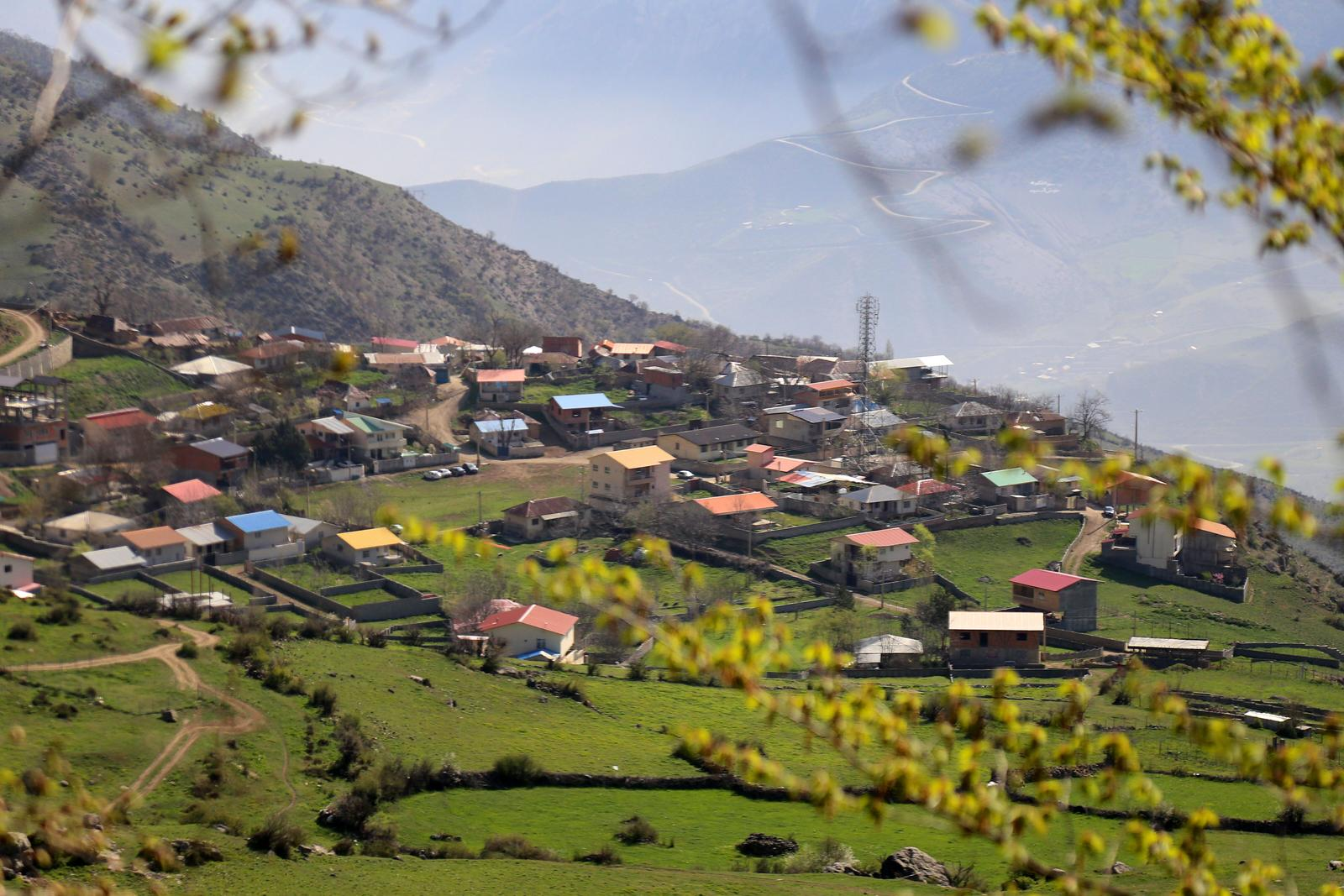
ارفع ده
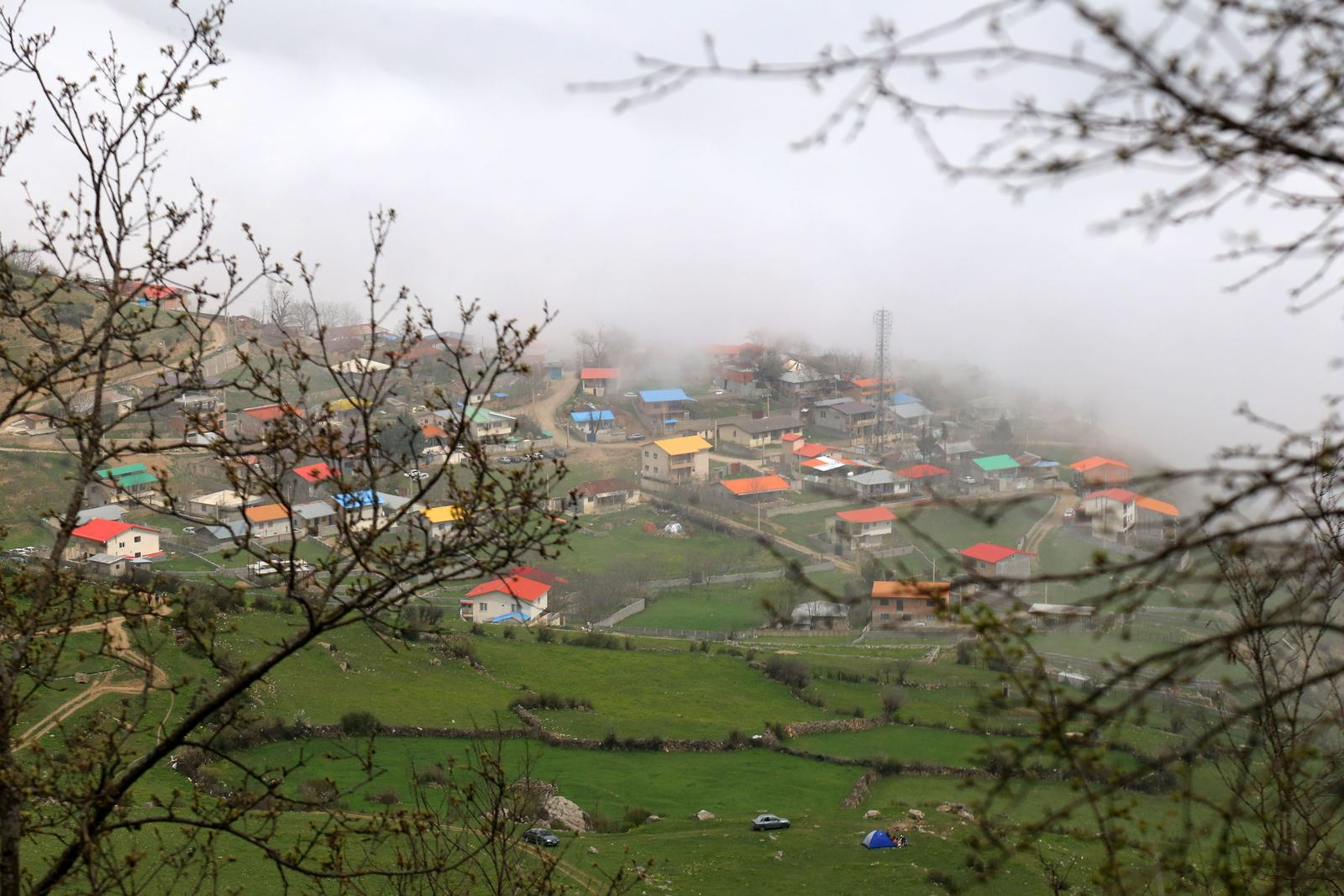
ارفع ده
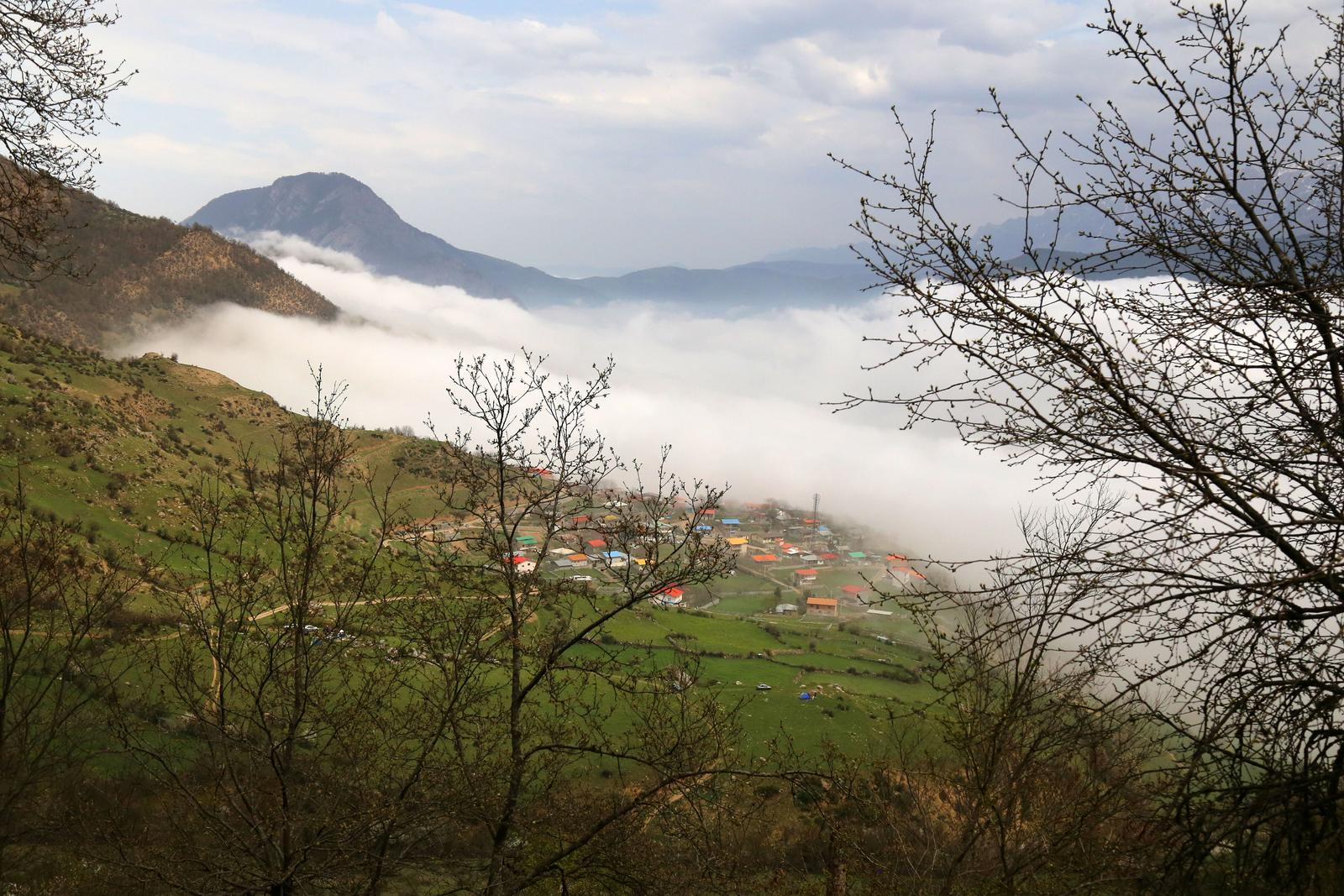
ارفع ده
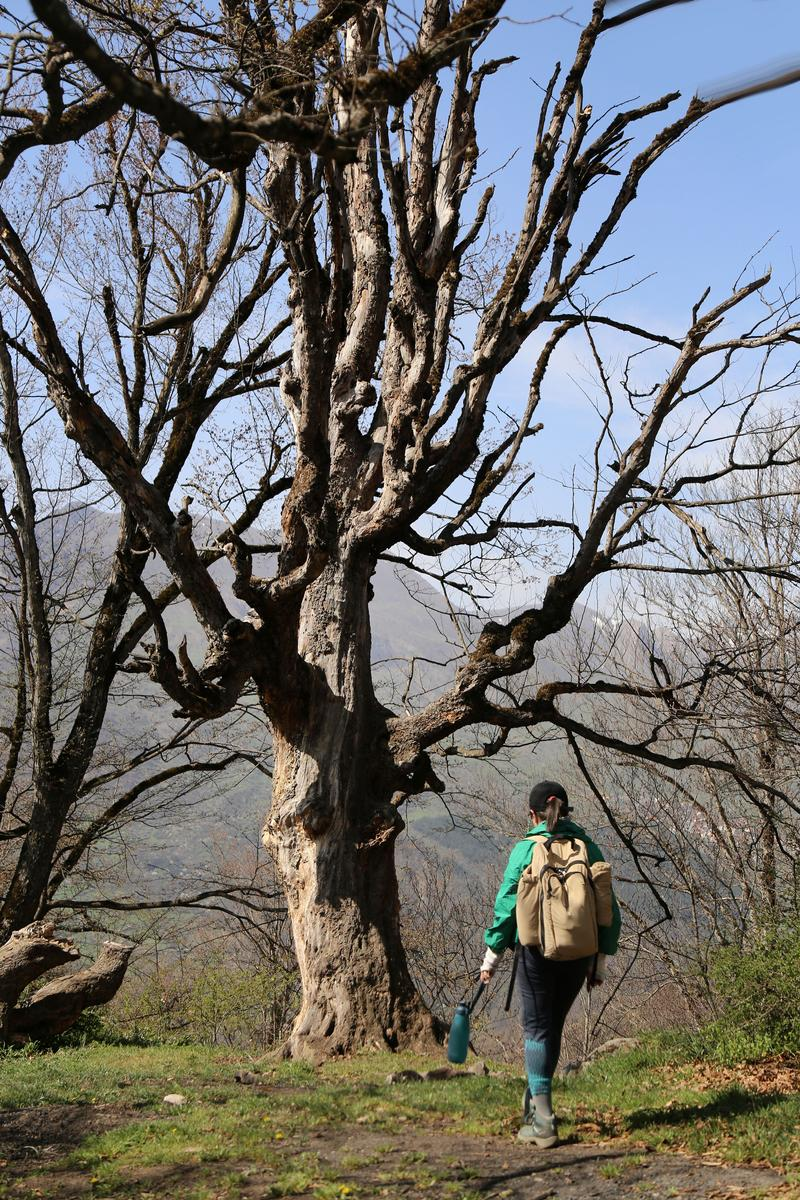
ارفع ده
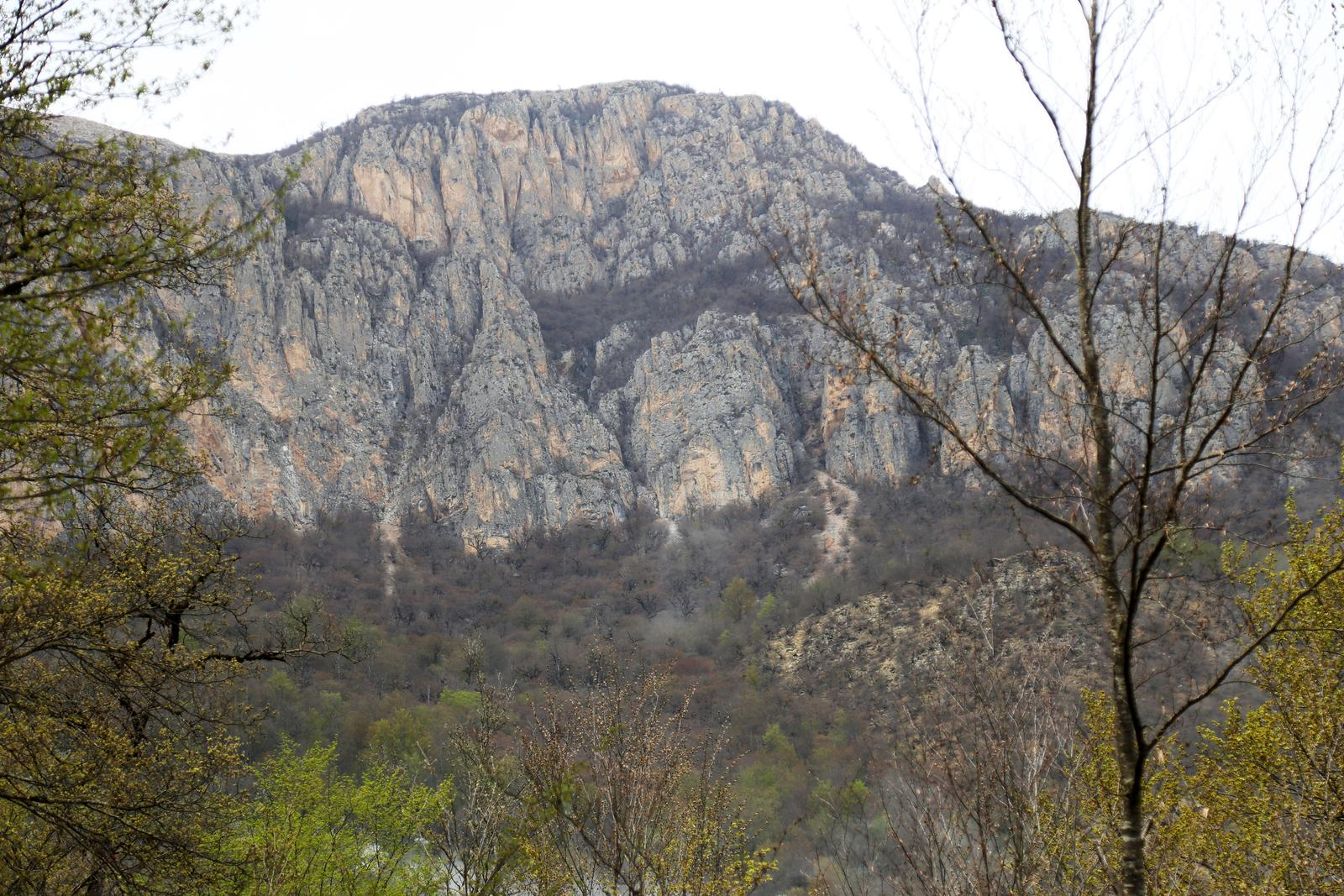
ارفع کوه
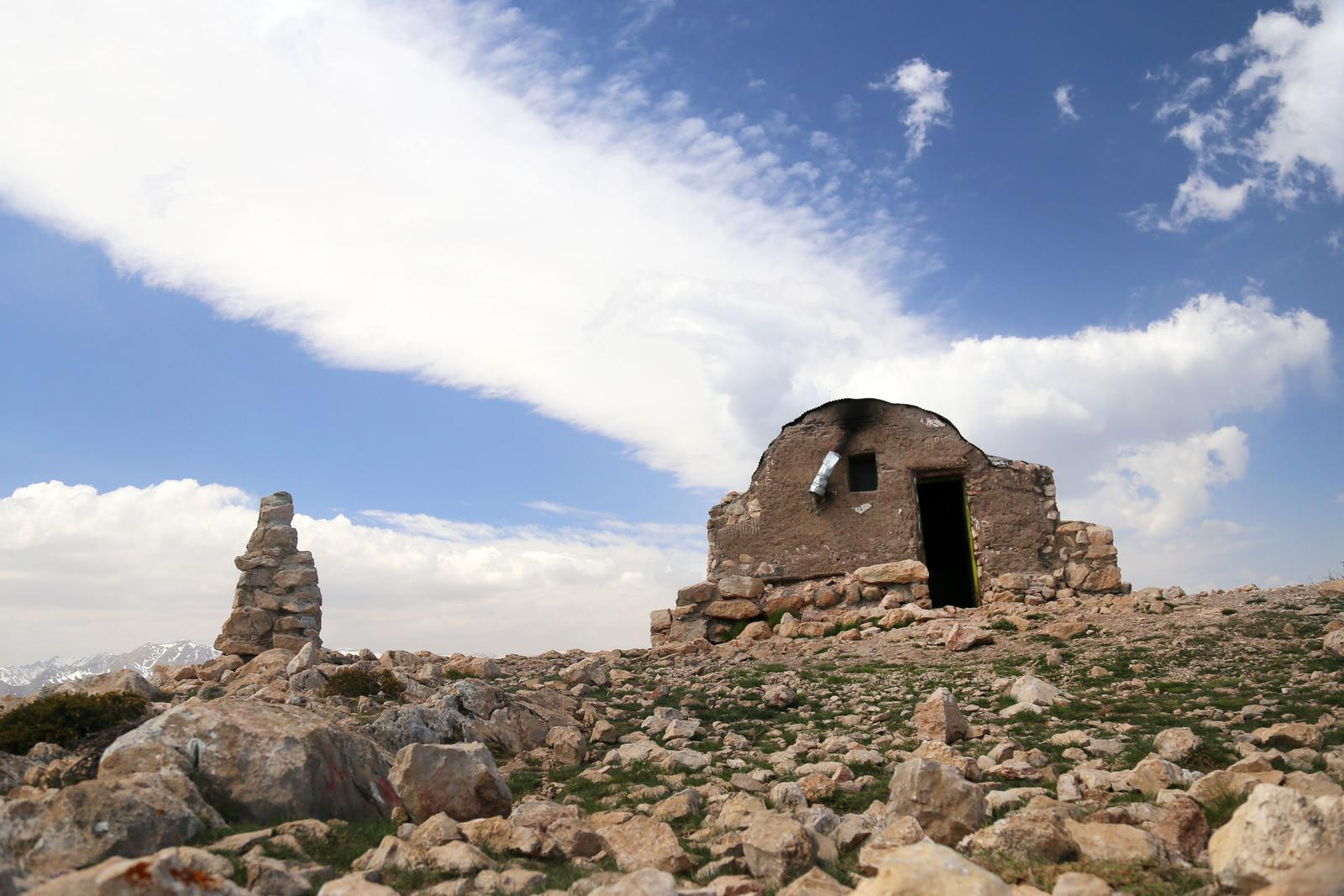
ارفع کوه، مازندران، ایران
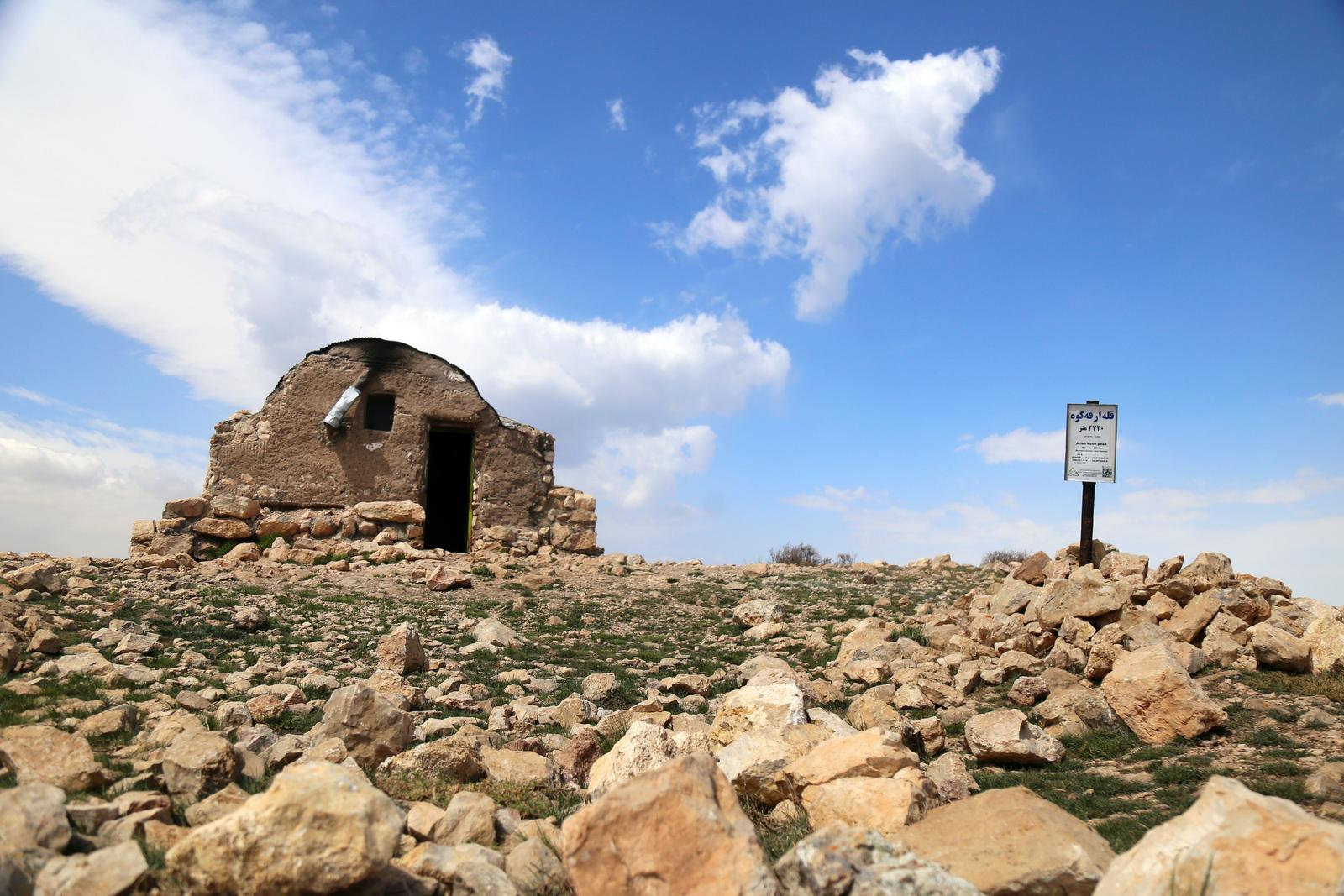
ارفع کوه، مازندران، ایران
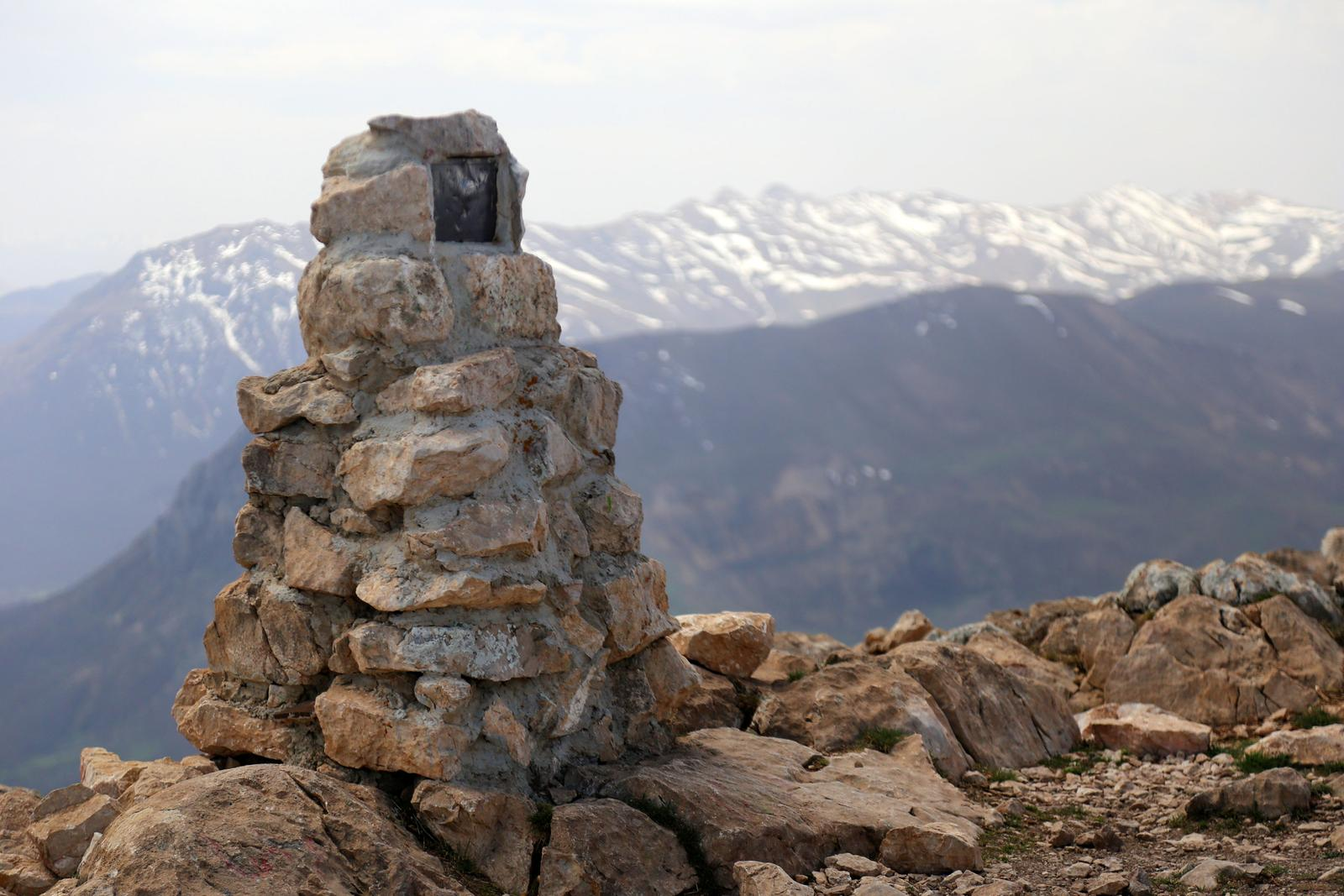
ارفع کوه، مازندران، ایران
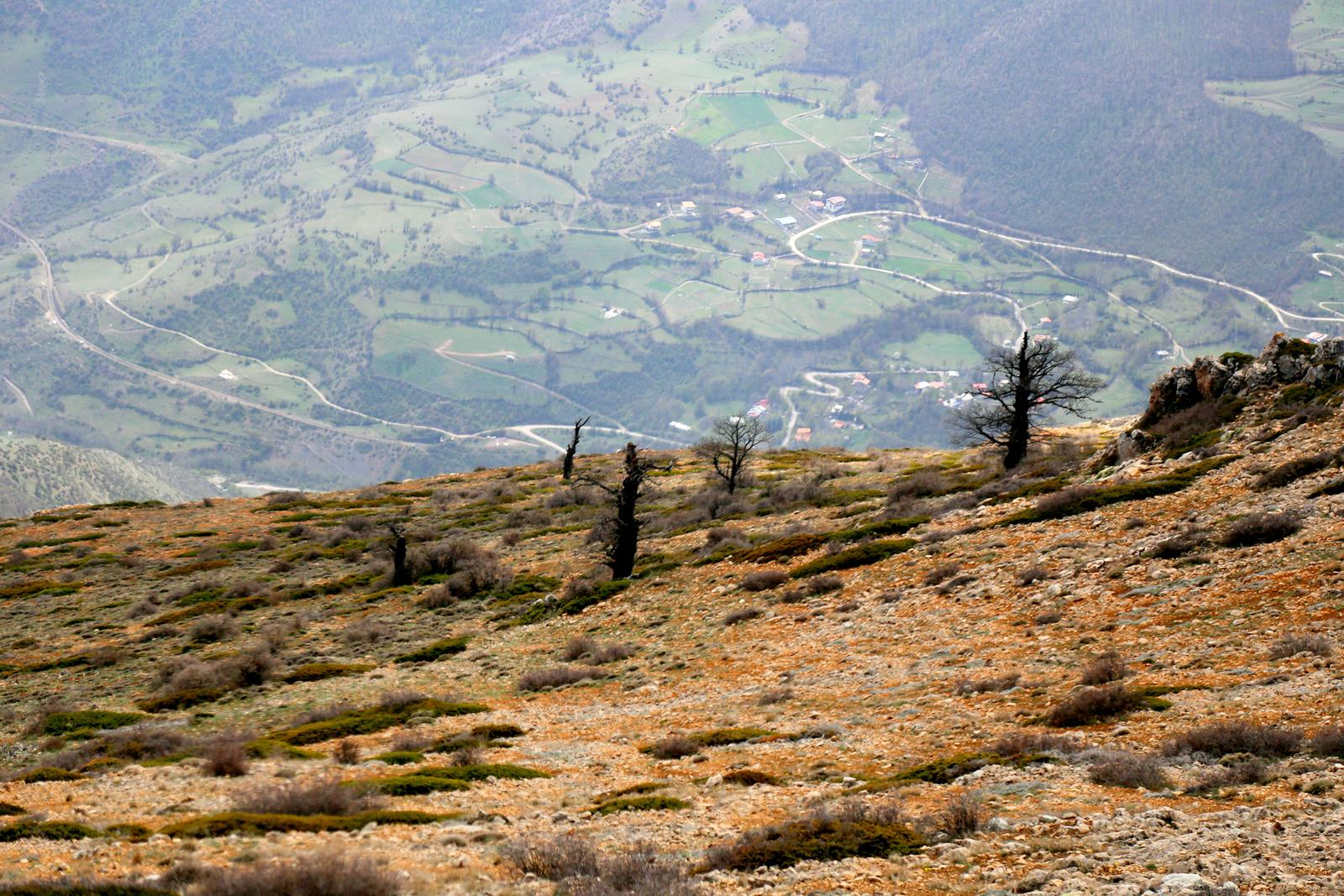
ارفع کوه، مازندران، ایران
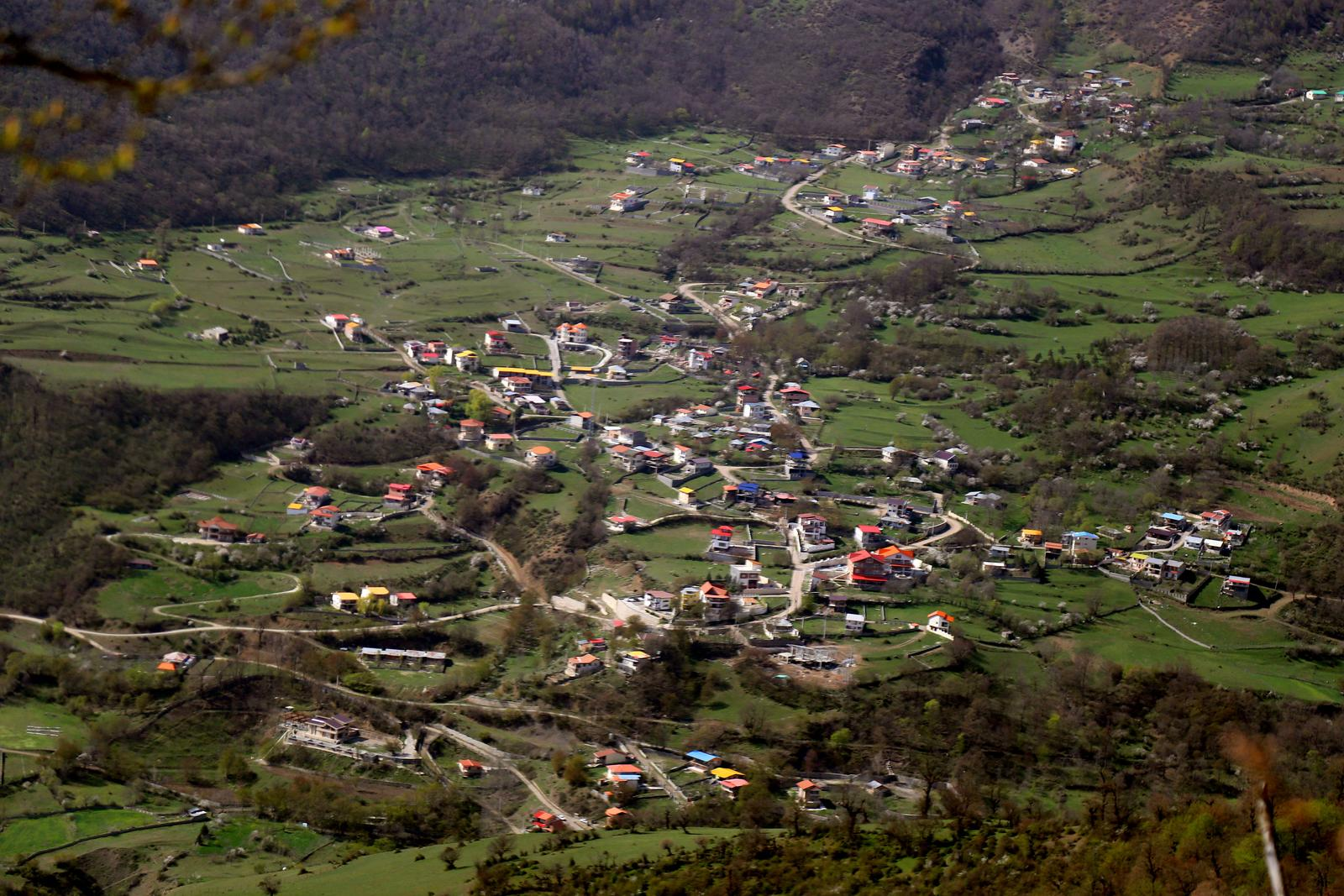
ارفع کوه، مازندران، ایران